# Olivier Rouyer
Pour les articles homonymes, voir Rouyer.
Olivier Rouyer, né le 1er décembre 1955 à Nancy (Meurthe-et-Moselle), est un footballeur français reconverti en entraîneur. Il est actuellement consultant football.

## Biographie
Formé à l'AS Nancy-Lorraine, ce joueur de petit gabarit (1,70 m pour 68 kg) a pour partenaire dans son club formateur, Michel Platini.
Ailier le plus rapide de sa génération, il est surnommé par le public nancéien « la rouille » ou « la flèche ». Après une première année réussie à Nancy lors de la saison 1973-1974, le club descend en 2e division et Rouyer est prêté pour un an à l'ECAC Chaumont. Il travaille à mi-temps au Crédit Agricole et remporte même la Coupe du Crédit Agricole avec ses collègues.
Il effectue une carrière internationale en pointillés, profitant surtout des blessures de l'ailier droit titulaire des Bleus Dominique Rocheteau pour jouer : il est ainsi sélectionné pour la première fois le 9 octobre 1976, à Sofia, contre la Bulgarie (2-2) dans un match de qualification de la Coupe du monde. Son but victorieux au Parc des Princes contre l'Allemagne, le 23 février 1977, reste mémorable. Il participe également à la Coupe du monde 1978 en Argentine.
Avec Nancy, il remporte la Coupe de France en 1978 contre l'OGC Nice. Rouyer et Platini sont privés des célébrations après la victoire par Michel Hidalgo, le sélectionneur des Bleus, qui exige que les deux joueurs rejoignent le reste de l'effectif en vue de la Coupe du monde 1978 en Argentine aussi vite que possible. Il jouera 14 minutes lors du premier match contre l'Italie et l'intégralité du dernier match contre la Hongrie.
Il devient ensuite le capitaine de l'équipe en 1979. Mais en fin de saison, sa carrière est ralentie à la suite d'une fracture du tibia. En 1981, il est transféré à Strasbourg pour trois saisons. La mayonnaise ne prend pas dans un vestiaire qui a du mal à l'accepter et il termine sa carrière professionnelle à Lyon de 1984 à 1986.

### Reconversion après sa carrière de joueur
Après avoir raccroché les crampons, il reste dans le milieu du football. Il revient à Nancy, comme entraîneur du Centre de formation, puis il entraîne l'équipe première pendant trois ans. Il est également consultant sur Canal+ où il se distingue par ses fous rires à l'antenne et sa difficulté à prononcer certains noms de joueurs (comme Peguy Luyindula), au point de les confondre parfois (Florent Malouda et Toifilou Maoulida par exemple). Il est aussi propriétaire du bar « Le Pinocchio », situé place Saint-Epvre à Nancy.
Il devient commentateur du jeu vidéo FIFA Football 2002 et Coupe du monde FIFA 2002 avec Thierry Gilardi, puis FIFA Football 2003 avec Grégoire Margotton.
Le 16 février 2008, dans un entretien au journal L'Équipe, il affirme être homosexuel et ne plus s'en cacher depuis son arrivée à Strasbourg en 1981. Selon lui, c'est son orientation sexuelle qui lui aurait coûté son poste lorsqu'il entraînait Nancy en 1994. En juin 1995, il encadre à Saint-Brevin-les-Pins le stage de l'UNFP destiné aux entraîneurs et joueurs sans contrat.
Après avoir figuré sur la liste UMP lors des élections municipales de 2008 à Saint-Max, Olivier Rouyer est élu en 2014 à Nancy sur la liste UMP-UDI menée par Laurent Hénart.
En juin 2016, il quitte Canal+ pour rejoindre La chaîne L'Équipe.

## Carrière de joueur
- 1973-1974 : AS Nancy-Lorraine
- 1974-1975 : ECAC Chaumont
- 1975-1981 : AS Nancy-Lorraine
- 1981-1984 : RC Strasbourg
- 1984-1986 : Olympique lyonnais
- 1986-1988 : FC Neudorf
- 1988-1990 : Koenigshoffen 06

## Carrière d'entraîneur
- octobre 1991-1994 : AS Nancy-Lorraine
- mars-juillet 1999 : FC Sion

## Statistiques

### Statistiques de joueur
| Saison                | Club                  | Championnat           | Championnat | Championnat | Coupe(s) nationale(s) | Coupe(s) nationale(s) | Compétition(s) continentale(s) | Compétition(s) continentale(s) | Compétition(s) continentale(s) | France | France | Total | Total |
| Saison                | Club                  | Division              | M.          | B.          | M.                    | B.                    | Comp.                          | M.                             | B.                             | M.     | B.     | M.    | B.    |
| 1973-1974             | AS Nancy-Lorraine     | 1                     | 10          | 1           | 1                     | 0                     | -                              | -                              | -                              | -      | -      | 11    | 1     |
| 1975-1976             | AS Nancy-Lorraine     | 1                     | 27          | 9           | 8                     | 1                     | -                              | -                              | -                              | -      | -      | 35    | 10    |
| 1976-1977             | AS Nancy-Lorraine     | 1                     | 37          | 14          | 1                     | 0                     | -                              | -                              | -                              | 7      | 2      | 45    | 16    |
| 1977-1978             | AS Nancy-Lorraine     | 1                     | 32          | 16          | 8                     | 4                     | -                              | -                              | -                              | 4      | 0      | 44    | 20    |
| 1978-1979             | AS Nancy-Lorraine     | 1                     | 35          | 11          | 5                     | 1                     | C2                             | 4                              | 0                              | 2      | 0      | 46    | 12    |
| 1979-1980             | AS Nancy-Lorraine     | 1                     | 32          | 8           | 1                     | 0                     | -                              | -                              | -                              | 2      | 0      | 35    | 8     |
| 1980-1981             | AS Nancy-Lorraine     | 1                     | 37          | 14          | 5                     | 3                     | -                              | -                              | -                              | 2      | 0      | 44    | 17    |
| Sous-total            | Sous-total            | Sous-total            | 210         | 73          | 29                    | 9                     | -                              | 4                              | 0                              | 17     | 2      | 260   | 84    |
| 1974-1975             | ECAC Chaumont         | 2                     | 29          | 3           | 0                     | 0                     | -                              | -                              | -                              | -      | -      | 29    | 3     |
| Sous-total            | Sous-total            | Sous-total            | 29          | 3           | 0                     | 0                     | -                              | -                              | -                              | -      | -      | 29    | 3     |
| 1981-1982             | RC Strasbourg         | 1                     | 22          | 3           | 0                     | 0                     | -                              | -                              | -                              | -      | -      | 22    | 3     |
| 1982-1983             | RC Strasbourg         | 1                     | 33          | 6           | 5                     | 0                     | -                              | -                              | -                              | -      | -      | 38    | 6     |
| 1983-1984             | RC Strasbourg         | 1                     | 22          | 2           | 5                     | 1                     | -                              | -                              | -                              | -      | -      | 27    | 3     |
| Sous-total            | Sous-total            | Sous-total            | 77          | 11          | 10                    | 1                     | -                              | -                              | -                              | -      | -      | 87    | 12    |
| 1984-1985             | Olympique lyonnais    | 2                     | 25          | 4           | 3                     | 1                     | -                              | -                              | -                              | -      | -      | 28    | 5     |
| 1985-1986             | Olympique lyonnais    | 2                     | 20          | 6           | 2                     | 1                     | -                              | -                              | -                              | -      | -      | 22    | 7     |
| Sous-total            | Sous-total            | Sous-total            | 45          | 10          | 5                     | 2                     | -                              | -                              | -                              | -      | -      | 50    | 12    |
| Total sur la carrière | Total sur la carrière | Total sur la carrière | 361         | 97          | 44                    | 12                    | -                              | 4                              | 0                              | 17     | 2      | 426   | 111   |

### Statistiques d'entraîneur
| Saison                      | Club                        | Championnat                 | Championnat | Championnat | Championnat | Championnat | Coupe(s) nationale(s) | Coupe(s) nationale(s) | Coupe(s) nationale(s) | Coupe(s) nationale(s) | Total | Total | Total | Total | % Victoires |
| Saison                      | Club                        | Division                    | M           | V           | N           | D           | M                     | V                     | N                     | D                     | M     | V     | N     | D     | % Victoires |
| --------------------------- | --------------------------- | --------------------------- | ----------- | ----------- | ----------- | ----------- | --------------------- | --------------------- | --------------------- | --------------------- | ----- | ----- | ----- | ----- | ----------- |
| 1991-1992                   | AS Nancy-Lorraine           | 1                           | 26          | 9           | 5           | 12          | 4                     | 3                     | 0                     | 1                     | 30    | 12    | 5     | 13    | 40%         |
| 1992-1993                   | AS Nancy-Lorraine           | 2                           | 34          | 15          | 9           | 10          | 3                     | 2                     | 0                     | 1                     | 37    | 17    | 9     | 11    | 46%         |
| 1993-1994                   | AS Nancy-Lorraine           | 2                           | 42          | 15          | 10          | 17          | 1                     | 0                     | 0                     | 1                     | 43    | 15    | 10    | 18    | 35%         |
| Total à l'AS Nancy-Lorraine | Total à l'AS Nancy-Lorraine | Total à l'AS Nancy-Lorraine | 102         | 39          | 24          | 39          | 8                     | 5                     | 0                     | 3                     | 110   | 44    | 24    | 42    | 40%         |
| 1998-1999                   | FC Sion                     | 1                           | 14          | 6           | 1           | 7           | 3                     | 2                     | 0                     | 1                     | 17    | 8     | 1     | 8     | 47%         |
| Total au FC Sion            | Total au FC Sion            | Total au FC Sion            | 14          | 6           | 1           | 7           | 3                     | 2                     | 0                     | 1                     | 17    | 8     | 1     | 8     | 47%         |
| Total sur la carrière       | Total sur la carrière       | Total sur la carrière       | 116         | 45          | 25          | 46          | 11                    | 7                     | 0                     | 4                     | 127   | 52    | 25    | 50    | 41%         |

## Palmarès

### En club
- Vainqueur de la Coupe de France en 1978 avec l'AS Nancy-Lorraine

### En sélection
- International Juniors, Olympique, Espoirs
- Médaille d'Argent aux Jeux Méditerranéens en 1975 avec les Espoirs

### Statistiques
- 287 matches et 84 buts en Division 1
- 74 matches et 13 buts en Division 2
- 4 matches en Coupe d'Europe des Vainqueurs de Coupe